# La vendetta del diavolo
La vendetta del diavolo (Horns) è un romanzo horror scritto da Joe Hill, pubblicato nel 2010.
Nel 2013 ne è stato tratto un film diretto da Alexandre Aja con protagonista Daniel Radcliffe.

## Trama
La vendetta del diavolo ha per protagonista Ignatius Martin Perrish (chiamato Ig o Iggy), un giovane che - dopo lo stupro e l'assassinio della sua ragazza, Merrin Williams - si dà all'alcool. Ig è stato a lungo il sospetto numero uno dell'omicidio di Merrin ma è stato scagionato a causa di mancanza di prove. Tuttavia, tutti continuano a considerarlo colpevole e cominciano tutti a voltargli le spalle, dagli amici ai familiari. Dopo una notte passata ad ubriacarsi e compiere atti blasfemi, Ig si sveglia con un paio di corna in testa; queste corna gli conferiranno poteri che lo renderanno in grado di vendicarsi del reale assassino della sua amata Merrin, tra diversi colpi di scena e terribili scoperte.

## Fonti
- La vendetta del diavolo. Qlibri.